# Kurt Hahn (Politiker, 1905)
Kurt Valentin Hahn (* 11. August 1905 in Würzburg; † 25. Mai 1958 ebenda) war ein deutscher Jurist und Kommunalpolitiker der NSDAP. Er war ab 1938 Oberbürgermeister der Stadt Rathenow in der preußischen Provinz Brandenburg und von 1940 bis 1941 kommissarischer Stadthauptmann in Deutsch Przemysl.

## Leben
Hahn nahm nach der Schulausbildung ein Studium der Rechtswissenschaften an der Universität Würzburg auf, das er 1929 durch Promotion zum Dr. jur. abschloss. Das Thema seiner Dissertation lautete Die deutschen Luftverkehrs-Abkommen. Danach nahm er in der Stadt Altenburg eine Tätigkeit auf.
Hahn trat zum 1. Mai 1932 der NSDAP bei (Mitgliedsnummer 1.101.298). Am 1. September 1938 übernahm er für zwölf Jahre die Funktion des Oberbürgermeisters in Rathenow. Er wurde Mitglied mehrerer Aufsichts- und Verwaltungsräte.
Unmittelbar nach seiner Amtsübernahme wurde in Rathenow das Bethaus der Jüdischen Gemeinde in der Fabrikenstraße 2 während der Novemberpogrome 1938 verwüstet und später von der NSV in ein Kinderheim umgewandelt. Im Zweiten Weltkrieg wurde in der von ihm geleiteten Stadt an der Milower Landstraße ein Außenlager des KZ Sachsenhausen, in dem mindestens 1000 Männer (nach anderen Angaben auch Frauen) Zwangsarbeit in den Arado-Flugzeugwerken verrichten mussten, errichtet. Außerdem wurden in 33 Rathenower Lagern mindestens 4975 Zwangsarbeiter und in 12 Westhavelländer Lagern mindestens 2070 Zwangsdeportierte ausgebeutet.
Nach der deutschen Besetzung Polens und der Bildung des Generalgouvernements wurde Hahn am 13. Juli 1940 kommissarisch als Stadthauptmann in Deutsch Przemysl eingesetzt. Am 17. September 1941 gab er diese Funktion ab, nachdem Deutsch Przemysl im August 1941 mit dem neuen Distrikt Galizien vereinigt worden war.
Nach Ende des Zweiten Weltkriegs kehrte Hahn in seinen Geburtsort Würzburg zurück, wo er 1958 im 53. Lebensjahr starb.